# Kapor
Kapor is een bestuurslaag in het regentschap Bangkalan van de provincie Oost-Java, Indonesië. Kapor telt 1615 inwoners (volkstelling 2010).